# Соловей (пісня)
«Соловей» — пісня українського гурту «Go_A», з якою він мав представляти Україну на 65-му пісенному конкурсі «Євробачення» в Роттердамі.

## «Євробачення-2020»
У лютому 2020 року гурт «Go_A» взяв участь в українському національному відборі на «Євробачення-2020». 8 лютого з піснею «Соловей» він виступив у першому півфіналі, у якому за результатами суддівського та глядацького голосування посів друге місце. А 22 лютого — у фіналі — здобув перемогу, діставши від суддів та глядачів максимальну кількість балів. 25 лютого гурт «Go_A» підписав угоду з НСТУ, офіційно ставши представником України на «Євробаченні-2020».
4 березня «Go_A» випустив оновлену версію пісні, що дістала назву «Solovey». З нею гурт мав виступити 12 травня 2020 року в другій половині першого півфіналу, однак через пандемію коронавірусної хвороби конкурс перенесли на наступний рік.

## Список пісень
| «Соловей» | «Соловей» | «Соловей»         | «Соловей»                         | «Соловей»  |
| #         | Назва     | Автор слів        | Автор музики                      | Тривалість |
| --------- | --------- | ----------------- | --------------------------------- | ---------- |
| 1.        | «Соловей» | Катерина Павленко | Тарас Шевченко, Катерина Павленко | 2:57       |

| «Solovey» | «Solovey»                        | «Solovey»         | «Solovey»                         | «Solovey»  |
| #         | Назва                            | Автор слів        | Автор музики                      | Тривалість |
| --------- | -------------------------------- | ----------------- | --------------------------------- | ---------- |
| 1.        | «Solovey»                        | Катерина Павленко | Тарас Шевченко, Катерина Павленко | 2:57       |
| 2.        | «Solovey» (Instrumental version) |                   | Тарас Шевченко, Катерина Павленко | 2:57       |

## Чарти
| Чарти                   | Найвища позиція |
| ----------------------- | --------------- |
| Weekly Ukraine (Tophit) | 16              |

## Історія релізу
| Назва                            | Дата           | Формат              | Лейбл             |
| -------------------------------- | -------------- | ------------------- | ----------------- |
| «Соловей»                        | 4 лютого 2020  | Цифрова дистрибуція | —                 |
| «Solovey»                        | 4 березня 2020 | Цифрова дистрибуція | RockSoulana Music |
| «Solovey» (Instrumental version) | 4 березня 2020 | Цифрова дистрибуція | RockSoulana Music |